# John Hollowbread
John Frederick Hollowbread (Ponders End, 2 gennaio 1934 – Torrevieja, 7 dicembre 2007) è stato un calciatore inglese, di ruolo portiere.

## Carriera
Tra il 1952 ed il 1964 ha giocato nella prima divisione inglese con il Tottenham, con cui ha vinto un campionato (nella stagione 1960-1961), 2 FA Cup ed altrettanti Charity Shield, oltre alla Coppa delle Coppe 1962-1963; nell'arco di queste 12 stagioni ha disputato complessivamente 67 partite di campionato. Dal 1964 al 1966 ha giocato nella seconda divisione inglese con il Southampton, totalizzando complessive 36 partite nell'arco del suo biennio di permanenza nel club.

## Palmarès

### Club

#### Competizioni nazionali
- Campionato inglese: 1

Tottenham: 1960-1961
- Coppa d'Inghilterra: 2

Tottenham: 1960-1961, 1961-1962
- Community Shield: 2

Tottenham: 1961, 1962

#### Competizioni internazionali
- Coppa delle Coppe: 1

Tottenham: 1962-1963